# Norra Gresjön
Norra Gresjön är en sjö i Torsby kommun i Värmland och ingår i Göta älvs huvudavrinningsområde. Sjön har en area på 0,126 kvadratkilometer och ligger 405,9 meter över havet. Sjön avvattnas av vattendraget Tällån.

## Delavrinningsområde
Norra Gresjön ingår i det delavrinningsområde (671695-135570) som SMHI kallar för Mynnar i Fämtan. Medelhöjden är 344 meter över havet och ytan är 29,4 kvadratkilometer. Det finns inga avrinningsområden uppströms utan avrinningsområdet är högsta punkten. Tällån som avvattnar avrinningsområdet har biflödesordning 3, vilket innebär att vattnet flödar genom totalt 3 vattendrag innan det når havet efter 427 kilometer. Avrinningsområdet består mestadels av skog (66 procent) och sankmarker (25 procent). Avrinningsområdet har 1,19 kvadratkilometer vattenytor vilket ger det en sjöprocent på 4,1 procent.